# Lantan, Cher

Lantan este o comună în departamentul Cher, Franța. În 1 ianuarie 2022 avea o populație de 95 de locuitori.